# Kal gyckelblomma
Kal gyckelblomma (Mimulus luteus) är en växtart i familjen Lejongapsväxter.